# Nicephorus floridensis
Nicephorus floridensis là một loài ruồi trong họ Tachinidae.